# دم (دنباله‌دار)

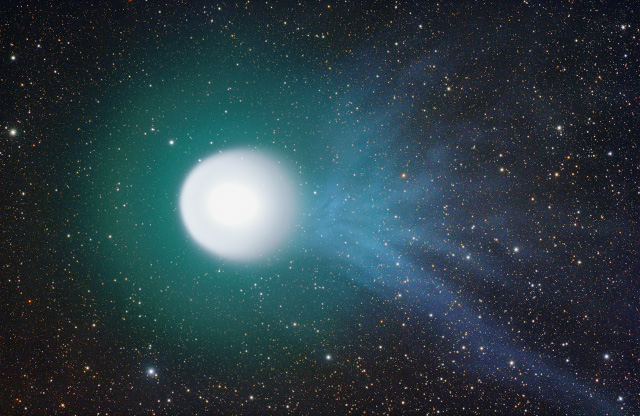
(هولمز۲۰۰۷) دم یونی آبی رنگ دنباله‌دار ۱۷پی هولمز در سمت راست دنباله‌دار دیده می‌شود.

دم گردوغباری و دم گازی. NASA

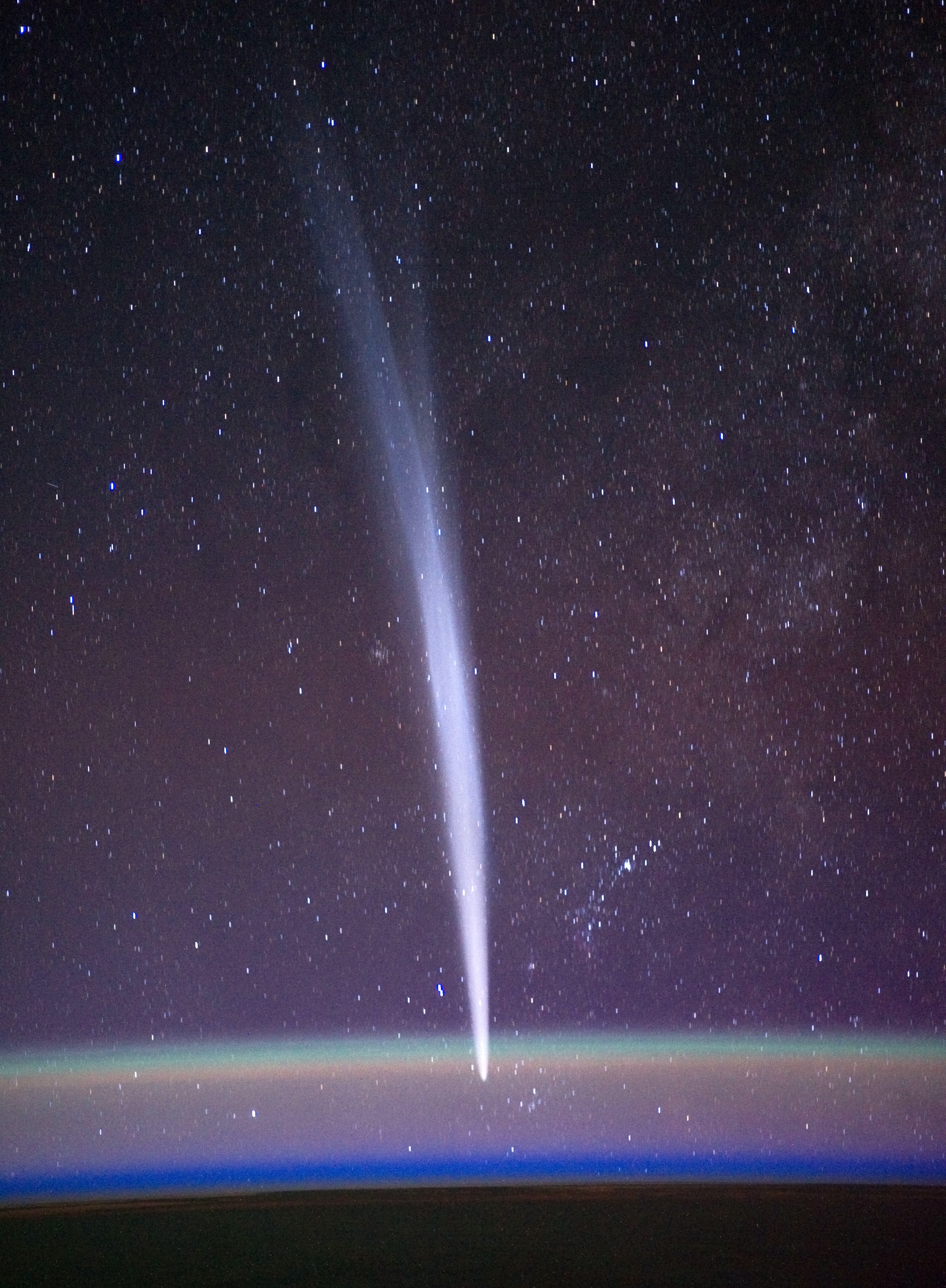
دنباله‌دار لاوجُی ۲۰۱۱ نگاره از مدار زمین گرفته شده

دُم و کما، از ویژگی‌های دیده‌شدنی در دنباله‌دارها است، زمانی که دنباله‌دار توسط خورشید، در روشنی قرار می‌گیرد؛ که این در هنگام عبور دنباله‌دار از قسمت‌های درونی سیستم خورشیدی اتفاق می‌افتد، آنها می‌توانند از زمین قابل مشاهده باشند. هنگام عبور دنباله‌دار از نزدیک منظومهٔ شمسیِ داخلی، تابش خورشیدی باعث می‌شود که مواد فرّار در دنباله‌دار تبخیر شده و به خارج از هسته جریان پیدا کنند که گرد و غبار را نیز با خود به حرکت درمی‌آورند.
در اینجا دُم‌های جداگانه‌ای از گرد و غبار و گازها تشکیل می‌شود، که هریک به گونه‌ای و در اثر پدیده‌ای مجزا قابل مشاهده می‌گردند: گرد و غبار نور خورشید را مستقیماً منعکس می‌کند و گازها با یونیزاسیون یا یونیده شدن می‌درخشند. اغلب دنباله‌دارها آنقدر کم‌نورند که بدون استفاده از تلسکوپ قابل مشاهده نیستند، اما در هر دهه چند دنباله‌دارِ به اندازهٔ کافی روشن؛ که بتواند با چشم غیر مسلح قابل مشاهده باشد، در آسمان پدیدار می‌شوند.